# Aleksander Łaguna
Aleksander Łaguna (ur. 19 września 1894 w Częstochowie, zm. 8 października 1934) – major pilot Wojska Polskiego, kawaler Orderu Virtuti Militari.

## Życiorys
Syn Henryka Piotra i Wiktorii Antoniny z Wilamowskich. W 1913 r. w Warszawie ukończył handlową szkołę średnią i rozpoczął studia w Instytucie Handlowym w Moskwie. Po rozpoczęciu I wojny światowej w 1915 r. został powołany do służby w armii Imperium Rosyjskiego i otrzymał przydział do wojsk balonowych. Został przydzielony do 2. polowej kompanii aeronautycznej, 14 października 1916 r. otrzymał przydział do szkoły inżynieryjnej w Petersburgu. Po jej ukończeniu służył w 2. Korpusowym Oddziale Aeronautycznym. 6 maja 1917 r. został skierowany do Jass na kurs balonowy oraz obserwatorów lotniczych. W grudniu 1917 r. został skierowany do szkoły obserwatorów w Odessie, gdzie pełnił funkcję instruktora. Udało mu się nawiązać kontakt z I Korpusem Polskim w Rosji i powrócić do Polski. 
Wziął udział w zajęciu lotniska na Mokotowie. 24 listopada 1918 r. został żołnierzem Wojska Polskiego. Przeszkolenie lotnicze i został przydzielony do służby w 3 eskadry wywiadowczej. 24 stycznia 1919 r. wyruszył na front wojny polsko-ukraińskiej. Eskadra walczyła w składzie Wołyńskiej Grupy Operacyjnej. 15 lutego, w załodze z Tadeuszem Praussem, w samolocie Albatros C.I wykonał rozpoznanie ruchu kolejowego i drogowego na trasie Włodawa - Kobryń - Kowel - Chełm. Pomimo trudnych warunków atmosferycznych w styczniu i lutym brał udział w lotach na rozpoznanie i bombardowanie.
Po wybuchu wojny polsko-bolszewickiej walczył nadal w składzie 3 eskadry wywiadowczej. 19 kwietnia, w załodze z Tadeuszem Praussem, przeprowadził atak na Koziatyn i zbombardował koszary wojskowe w Berdyczowie. 27 kwietnia wyróżnił się podczas lotu na nawiązanie łączności z VII. Brygadą Jazdy, która wykonywała zagon na Malin.
Podczas jednego z lotów bojowych w rejonie Kijowa został ranny co na krótko wyłączyło go ze służby. Został awansowany na zastępcę dowódcy 3 ew. Wyróżnił się 23 maja 1920 r., kiedy podczas dwóch lotów rozpoznawczych wykrył koncentrację oddziałów Armii Czerwonej przygotowujące się do przeprawy przez Dniepr w rejonie Rżyszczewa. Następnego dnia, w załodze z por. Tadeuszem Praussem, wziął udział w ataku na te oddziały i uszkodził jeden z okrętów sowieckiej flotylli rzecznej. 26 kwietnia jako pierwszy polski lotnik potwierdził zajęcie Żytomierza przez oddziały WP. 4 i 5 maja, w załodze z ppor. pil. Józefem Krzyczkowskim, wykonał loty rozpoznawcze nad Kijowem, które potwierdziły, że Armia Czerwona nie będzie bronić miasta. 17 maja wykrył zgrupowanie pociągów na stacji kolejowej w Borysławiu i skutecznie je zaatakował ogniem z karabinu maszynowego i bombami. 
Podczas odwrotu Wojska Polskiego spod Kijowa brał udział w atakach na jednostki 1 Armii Konnej w rejonie Łucka, Dubna i Równego. 16 sierpnia, w załodze z mjr pil. Jerzy Kossowskim, przeprowadził pierwszy lot bojowy na korzyść Grupy Uderzeniowej w ramach bitwy Warszawskiej. Zaatakowali sowieckie tabory w Żelechowie oraz ostrzelali maszerujące jednostki piechoty i kawalerii. Za udział w kontrofensywie znad Wieprza i w bitwie nad Niemnem został przedstawiony przez dowódcę 4. Armii do odznaczenia Krzyżem Złotym Orderu Virtuti Militari.
22 sierpnia 1920 r. został skierowany do Szkoły Pilotów w Bydgoszczy, od 19 sierpnia 1921 r. szkolił się w Wyższej Szkole Pilotów w Grudziądzu. 21 kwietnia 1922 r. został mianowany oficerem taktycznym 1 pułku lotniczego w Warszawie, a następnie dowódcą 12 eskadry wywiadowczej. Stanowisko dowódcy eskadry zajmował do lipca 1923 r.
1 maja 1924 r. został mianowany szefem pilotów w Szkole Pilotów w Bydgoszczy, następnie 1 października 1925 r. został mianowany dyrektorem Dział Nauk w Oficerskiej Szkoły Lotnictwa w Grudziądzu. 17 marca 1926 r. objął stanowisko szefa pilotów szkoły, z OSL odszedł 12 października 1926 r. Następnie był oficerem taktycznym w 2 pułku lotniczym. 25 lipca 1927 r. objął stanowisko referenta w Departamencie Lotnictwa Ministerstwa Spraw Wojskowych. 5 listopada 1928 r. został dowódcą Dywizjonu Szkolnego 3 pułku lotniczym i zajmował to stanowisko do 1930 r.
30 kwietnia 1931 r. został przeniesiony do rezerwy. Zmarł 8 października 1934 r., został pochowany na Cmentarzu Wojskowym na Powązkach (kwatera C 20-5-2).

## Ordery i odznaczenia[22]
- Krzyż Srebrny Orderu Wojskowego Virtuti Militari nr 1622 – 8 kwietnia 1921[23][24]
- Krzyż Walecznych (trzykrotnie)
- Polowa Odznaka Obserwatora
- czechosłowacka Odznaka Pilota (1929)[25]